# Шатијон на Лоари
Шатијон на Лоари (фр. Châtillon-sur-Loire) је насељено место у Француској у региону Центар, у департману Лоаре.
По подацима из 2011. године у општини је живело 3126 становника, а густина насељености је износила 76,86 становника/km².

## Демографија
| 1962. | 1968. | 1975. | 1982. | 1990. | 2011. |
| ----- | ----- | ----- | ----- | ----- | ----- |
| 2.171 | 2.301 | 2.326 | 2.491 | 2.822 | 3.126 |